# Affaire des barbouzes de la DGSE
Le texte peut changer fréquemment, n’est peut-être pas à jour et peut manquer de recul. 
Le titre et la description de l'acte concerné reposent sur la qualification juridique retenue lors de la rédaction de l'article et peuvent évoluer en même temps que celle-ci.
L'affaire des barbouzes de la DGSE est une affaire criminelle qui met en cause un groupe d'individus qui auraient proposé à différents commanditaires d’intimider des personnes, voire de les assassiner, cela contre rémunération. Au moins un de ces contrats d'assassinat aurait été mené à son terme en 2018, par l'assassinat de Laurent Pasquali. Parmi les personnes mises en examen dans cette affaire figurent deux gardiens du camp de Cercottes (de la Direction générale de la Sécurité extérieure), ce qui explique le nom donné à cette affaire par les médias.
Les enquêteurs envisagent l'implication de ce groupe d'individus dans une dizaine d'affaires (toutes n'ayant pas forcément conduit à des meurtres) comme la surveillance d'un concurrent à la mairie de Saint-Maur-des-Fossés en 2014 par le maire alors en place, Henri Plagnol mais aussi assassinat du pilote Laurent Pasquali. En janvier 2024, l'affaire est en  attente de jugement.

## Chronologie des différentes affaires

### 2012: tuerie de Chevaline
La tuerie de Chevaline est un quadruple assassinat mystérieux le 5 septembre 2012 sur le bord d'un chemin forestier situé sur la commune de Doussard (Haute-Savoie), à la limite de la commune de Chevaline.
En février 2021, la police retrouve chez l'un des commanditaires présumés du projet d'assassinat de Marie-Hélène Dini, Daniel Beaulieu, des munitions de Luger P06. Ces munitions sont rares et ont été utilisées lors de la tuerie de Chevaline. Cette découverte entraîne le réexamen du dossier pour examiner le possible lien entre l'affaire des barbouzes de la DGSE et la tuerie de Chevaline, les deux affaires,,,. Les vérifications effectuées sur les agendas et les bornages téléphoniques de plusieurs personnes impliquées dans l'affaire des barbouzes de la DGSE n'ont cependant pas été concluantes.

### 2014: affaire Henri Plagnol
Henri Plagnol, qui fut secrétaire d’État de Jacques Chirac, aurait fait appel, avant les municipales de 2014 à Saint-Maur-des-Fossés (Val-de-Marne), à cette cellule de barbouzes pour faire surveiller son concurrent, Sylvain Berrios qui est, à la suite de ces élections, devenu maire.
Un ancien policier de la DCRI est suspecté d’avoir effectué, en 2014, des surveillances et photographies de Sylvain Berrios, maire de Saint-Maur-des-Fossés, au bénéfice d'Henri Plagnol et aux frais de la commune de Saint-Maur-des-Fossés. Cet ancien policier est soupçonné d'avoir agi à la demande d'un spécialiste en communication, compagnon d'une ancienne directrice de cabinet d’Henri Plagnol.
L'ancien policier de la DCRI est également impliqué dans l'agression de Jean-François Le Helloco, ami de Sylvain Berrios. Un matin d'octobre 2016, le conseiller départemental Jean-François Le Helloco est attaqué par deux hommes cagoulés dans le jardin de sa maison de Saint-Maur. S'ensuit une pluie de coups, des injonctions « Faut que tu arrêtes ! » et une photo souvenir,.

### 2018: meurtre de Laurent Pasquali
Laurent Pasquali, pilote automobile, disparaît inexplicablement à Levallois (Hauts-de-Seine) en novembre 2018. Le 1er septembre 2019, un crâne et des ossements humains sont découverts dans un bois à Cistrières (Haute-Loire). Ils ne sont pas immédiatement identifiés. On apprend par la suite qu'il s'agit du corps de Laurent Pasquali. Il a été abattu et enterré dans ce bois en Haute-Loire,,. Laurent Pasquali aurait touché 200 000 euros pour apposer un logo sur sa voiture de rallye durant les courses, et n'aurait pas respecté les termes du contrat. En avril 2021, un couple de l'Oise, un médecin-biologiste et son épouse, est soupçonné avoir commandité l'assassinat du pilote.
Le 23 janvier 2023, RTL révèle qu'un policier, en poste au sein la Direction générale de la Sécurité intérieure, a reconnu en garde à vue avoir fourni l’adresse privée du pilote de rallye. Il est aussi suspecté d’avoir pris part, en 2014, à l'affaire Henri Plagnol.

### Lien possible avec Daniel Forestier
Le nom de l'ancien agent de la DGSE Daniel Forestier est cité dans le rapport d'enquête. Reconverti dans la sécurité privée, notamment au service d'une des filles du président de la république du Kazakhstan Noursoultan Nazarbaïev, Daniel Forestier est assassiné en 2019 sur la commune de Ballaison (Haute-Savoie), au bord du lac Léman, alors qu'il était impliqué dans une tentative d'assassinat contre Ferdinand Mbaou en 2018.

### 2019-2020: agression d'un couple d'entrepreneurs
Un couple d'entrepreneurs de Seine-et-Marne est victime d'une campagne d'intimidation à partir de novembre 2019 jusqu'en janvier 2020. En juin 2022, deux commanditaires sont mis en examen pour avoir organisé, avec l'aide d'un policier de la DGSI, ce violent règlement de comptes, pour tenter de récupérer une dette de 318 000 euros.

### 2020: projet d'assassinat de Marie-Hélène Dini
Le 24 juillet 2020, Marie-Hélène Dini, cheffe d’entreprise, à la tête d’une école de formation de coach, sort de chez elle en retard, dans un quartier résidentiel de Créteil (Val-de-Marne). Elle aperçoit une voiture de police, avec des policiers en train d'interpeller deux hommes à bord d'une Clio noire trafiquée suspecte. Un riverain, intrigué par la présence de ces deux individus depuis plusieurs heures dans la voiture, a en effet appelé les forces de l'ordre. Les deux suspects sont découverts en possession d'armes et placés en garde à vue. La police découvre que ces deux militaires sont gardiens d'un camp de la DGSE. Ils auraient eu pour ordre d’éliminer Marie-Hélène Dini, supposée être un agent ou une informatrice du Mossad, mais surtout, initiatrice d'une tentative de structuration de la profession de coach en France. Le commanditaire, un de ses concurrents, avoue avoir demandé son exécution, car il craignait que la création d'un syndicat national ne fasse de l'ombre à son affaire,,.

### 2020: affaire du syndicaliste d'Izernore
Interpellé dans le cadre de l'affaire, l'un des principaux mis en examen, ancien journaliste au Dauphiné libéré, Frédéric Vaglio, reconnaît avoir reçu en janvier 2020 d'« amis » entrepreneurs dans le domaine de la plasturgie à Izernore (Ain) un versement de 75 000 euros, en règlement d'une mission d'élimination d'un syndicaliste appartenant à la CGT. Celui-ci n'aurait échappé à l'assassinat, que par le repli rendu nécessaire par l'échec de la tentative de meurtre de Marie-Hélène Dini. Mis en examen le 10 mai 2021 pour « association de malfaiteurs en vue de commettre un crime », ces « amis » sont écroués ; ils démentent totalement les accusations qui pèsent sur eux,,.
Le 20 mai 2022, Libération révèle que Damien Abad, alors ministre des Solidarités, apparaît dans des écoutes policières. Il aurait cherché à obtenir des informations à propos de l'enquête visant deux de ses amis entrepreneurs. Ignorant qu'ils sont sur écoute, il promet à ses amis de contacter la préfète du département de l'Ain pour recueillir des informations. Damien Abad répond à Libération qu'il aurait simplement voulu se renseigner, sans volonté d’interférer dans l’enquête.

## Suspects

### Exécutants présumés
Des individus distincts sont impliqués dans l'exécution du meurtre et des différentes tentatives de meurtres identifiées. Pour le projet d'assassinat de Marie-Hélène Dini, à l'origine de l'affaire, les deux exécutants présumés s'appellent Pierre Bourdin  et Carl Esnault, et travaillent pour la DGSE. Ils n'appartiennent pas au service action de la DGSE, mais sont simplement des gardiens du centre parachutiste d’entraînement spécialisé (CPES) de la DGSE à Cercottes (Loiret), sous les pseudonymes de Dagomar et d'Adelard. Ils agissent sous les ordres d'un agent de sécurité privé, Sébastien Leroy, et qui est lui suspecté du meurtre de Laurent Pasquali. Ces différents exécutants paraissent avoir agi sous la direction d'un duo formé par un ancien policier de la DCRI et un spécialiste en communication, ce dernier sans lien direct apparent avec les services de renseignement. Le duo s'est rencontré chez les francs-maçons et était membre d'une loge maçonnique des Hauts-de-Seine nommée « Athanor » (nom médiéval du fourneau des alchimistes).

### Commanditaires présumés
Leroy et les deux gardiens sont activés pour différentes missions par Frédéric Vaglio, un journaliste du Dauphiné Libéré qui s'est reconverti comme dirigeant d'une société de sécurité, et son bras droit Daniel Beaulieu, ex-agent des opérations spéciales de la DGSI à la retraite. Ils ont pour point commun d'appartenir à la loge Athanor où ils rencontrent d'autres franc-maçons qui cherchent à éliminer leurs gêneurs[pas clair] (concurrents, débiteur, syndicaliste). Ils remplissent ainsi des contrats pour le compte de notables commanditaires. Cette loge de Puteaux appartient à l'obédience Grande Loge de l'Alliance maçonnique française (GL-AMF). Créée au printemps 2012 à la faveur de la scission d’une autre obédience, la GL-AMF compte quelque 15 000 membres et 680 loges en France. Le 4 février 2021, la loge mise en cause, installée à Puteaux (Hauts-de-Seine), a été fermée par le nouveau grand maître.

## Procès
Selon l'ordonnance de mise en accusation dévoilée par la presse en juillet 2024, 19 hommes et 3 femmes, seront jugées au terme de l'enquête ouverte fin juillet 2020.

## Réaction des obédiences et des organes maçonniques
Le journal Le Parisien qui évoque l'affaire en Une, sous le titre « Victime des tueurs francs-maçons », voit ce titre qualifié de « racoleur et putassier » par l'auteur du blog maçonnique Hiram.be, jugeant l'amalgame entre les auteurs des méfaits et leur qualité de franc-maçon comme teinté d'antimaçonnisme et alimentant les fantasmes véhiculés contre la franc-maçonnerie dans les milieux qui lui sont hostiles.
La Grande Loge nationale française précise dans un communiqué que les noms des deux suspects apparaissent dans leur registre entre 2009 et 2012, année de leur départ de l'obédience, sans jamais avoir occupé de postes significatifs. Elle affirme son indignation devant des agissements putatifs qui salissent la franc-maçonnerie tout entière,.
Le grand maître du Grand Orient de France, dans une publication, déclare que le Grand Orient n'a aucun lien avec, ni même aucune connaissance de l'existence de, cette loge maçonnique , mise en cause dans les chroniques criminelles des médias français. Il affirme, tout en respectant la présomption d'innocence, que de tels agissements sur lesquels toute la lumière doit être faite, rejaillissent sur la franc-maçonnerie qui reste un ordre et une association humaniste respectueuse sans conditions des lois de la République,.
Pour sa part la Grande Loge de l'Alliance maçonnique française à laquelle appartenait la loge Athanor, dissoute en février 2021 et à laquelle sont rattachés plusieurs protagonistes de l'affaire, rappelle « qu’en tant qu’obédience maçonnique, elle prône le respect strict et absolu de toutes les lois en vigueur dans notre République ». Elle suspend les membres incriminés jusqu'au rendu de l'enquête.